# Jon Henricks
John Malcolm Henricks, detto Jon (Nairn, 6 giugno 1935) è un ex nuotatore australiano.
Specializzato nello stile libero, ha vinto due medaglie d'oro alle olimpiadi di Melbourne 1956: nei 100 m sl e nella staffetta 4x200 m sl.
Nel 1973 è diventato uno dei Membri dell'International Swimming Hall of Fame
È stato primatista mondiale dei 100 m sl e della staffetta 4x200 m sl.

## Palmarès
- Olimpiadi

Melbourne 1956: oro nei 100 m sl e nella staffetta 4x200 m sl.